# Uhorské
Uhorské (Hongaars: Ipolymagyari) is een Slowaakse gemeente in de regio Banská Bystrica, en maakt deel uit van het district Poltár.
Uhorské telt 570 inwoners.

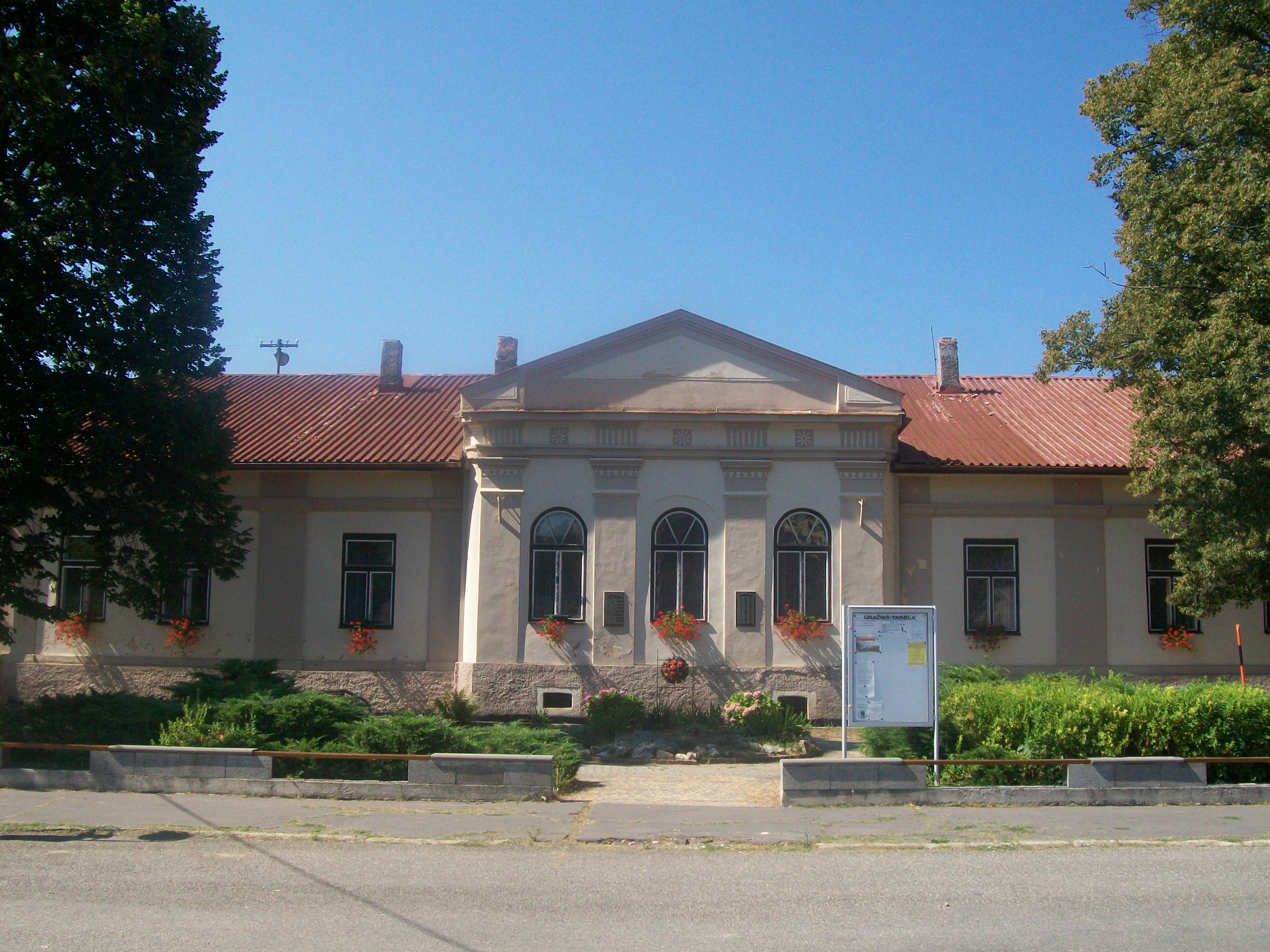
Gemeentehuis
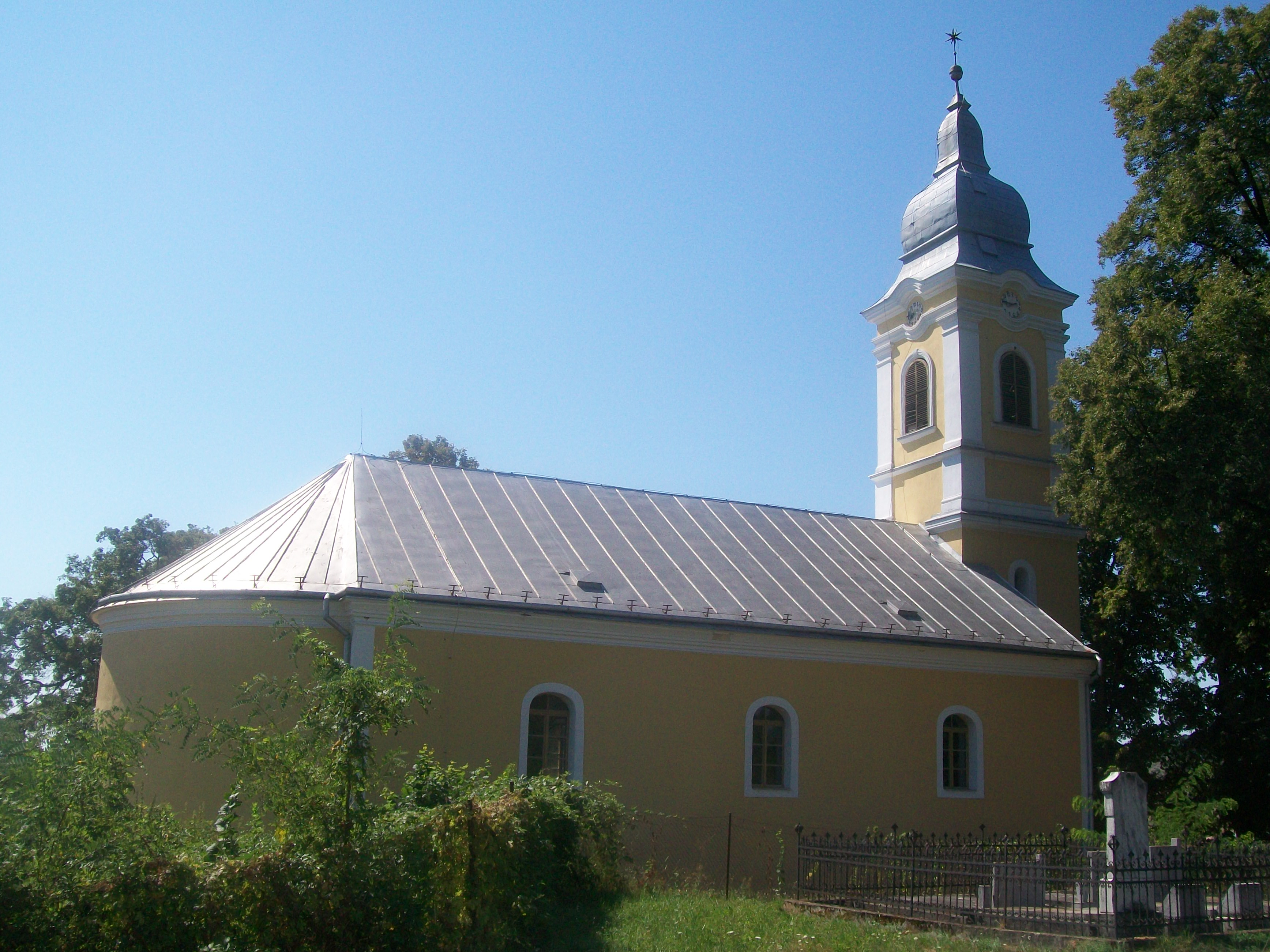
Lutherse kerk van Uhorské

Breznička · Cinobaňa · České Brezovo · Ďubákovo · Hradište · Hrnčiarska Ves · Hrnčiarske Zalužany · Kalinovo · Kokava nad Rimavicou · Krná · Málinec · Mládzovo · Ozdín · Poltár · Rovňany · Selce · Sušany · Šoltýska · Uhorské · Utekáč · Veľká Ves · Zlatno